# クロエ・ヴィアート
逸見・ヴィアート・クロエ（Chloé Viatte Hemmi、1974年 - ）は、新潟県に活動基盤を置くフランス・パリ出身のフランス語教師。別名の「マドレーヌ」として、ローカルタレント活動もおこなっている。別名「逸見八里　やさと」として、人形浄瑠璃人形遣い活動も行っている。順天堂大学FILA准教授（フランス語科目担当）

## 来歴
パリ出身。幼いころよりクラシックバレエを習い。5歳から20歳まで、パリのジャニヌ・スタンロワ (Janine Stanlowa)「ジューンヌ・バレエ・ド・パリ (Jeune Ballet de Paris )」に所属。のち仲間とバレエ団「スキゾー・ダンス」を結成し、ダンサーや振り付けとしてパリ・ピエール・カルダンの劇所で活動したが、ケガをきっかけにバレエを断念し。
パリの小学校3年時、同校に転入してきた日本人の女の子と親しくなったことがきっかけで、日本語と日本文化を初めて意識した。1995年、パリ・ドフィーヌ大学（パリ第9大学）経済応用数学一般教育課程で数学を学び、1999年、フランス国立東洋言語文化研究所 (INALCO) 日本語・日本民俗学修士課程で日本民俗学を学ぶ。また、パンテオン・ソルボンヌ大学（パリ第1大学）とルーアン大学ではフランス語・言語科学課程でフランス語教授法を学ぶ。
1996年、文部省奨学金で新潟大学へ留学し、その後2016年まで、同新潟大学でフランス語担当の非常勤講師を務める。その他、新潟国際情報大学、順天堂大学、慶應義塾大学などで同講師を務めた。
2001年から「マドレーヌ」の芸名で新潟総合テレビの『スマイル・スタジアム』のレギュラーゲストとして出演。人形浄瑠璃「越後猿八座」のち「猿八座」で「逸見八里」の芸名で遣い手として活動。2009年-2010年「越後・柏崎 弘知法印御伝記」弘嗣などの役、2011年、「信太妻」阿部保名などの役、2012年、もっとも古い人形浄瑠璃とされる「阿弥陀胸割」博士などの役で出演した。
日仏会館フランス事務所・フランス国立日本研究センターの雑誌「EBISU」45号（2011年春・夏）に「人形浄瑠璃」や「綾子踊り」を執筆。フランス国立東洋言語文化研究所の「Cipango」（日本研究雑誌、2014年N.21）に「阿弥陀棟割」を執筆した。2009年、キム・ヨンナム監督 日韓合作作映画『ノーボーイズ,ノークライ』に出演。
2012年、NHK教育テレビ（Eテレ）の語学番組『テレビでフランス語』に出演。
2014年、慶應湘南藤沢中・高等部で非常勤講師を務め、
2016年、NHK ラジオ『まいにちフランス語』入門編の学習パートナーを務めた。
同2016年、「猿八座」は国際交流基金の助成を得て、フランスの「フェスティバル・ドゥ・イマジネール (fr:Festival de l'Imaginaire) 」公演に出演及びフランス語字幕を担当した。
2017年、順天堂大学国際教養学部国際教養学科フランス語担当講師を務める。
同2017年、「猿八座」による人形浄瑠璃「弘知法印御伝記」ロンドン公演に出演。
2018年、NHK ラジオ『まいにちフランス語』入門編の学習パートナー。
2019年、順天堂大学国際教養学部准教授に就任。
2020年、Eテレ『旅するためのフランス語』の学習パートナーを務める。
2021年、Eテレ『旅するためのフランス語』の学習パートナーを務める
2022年、Eテレ『旅するためのフランス語』の学習パートナーを務める　 
2023年3月、第１新潟国際アニメーション映画祭　日仏通訳
2024年3月　第２新潟国際アニメーション映画祭　MC
2024年　ブルボン ひとくちルマンド 「カフェ・ド・ルマンド春」のフランス語coaching　
2024年8月　NHK Eテレ『違うから面白い！世界と語ルーニャ』番組に出演
2025年1月～、NHK「まいにちフランス語」入門編　講師　Art de la paroleを学ぶ　18世紀を読む